# 山寨春晚
山寨春晚是一些草根网民模仿中国中央电视台的春节联欢晚会的举办的联欢晚会。2009年12月19日，由民間文藝愛好者組成的“山寨春晚”組委會已得到文化部門的正式批文，活動更名為“民間春晚”。相關辦公場地、演出場所及演員經已獲得商業贊助
，更在2010年1月開始錄影制作。「民間春晚」工作組與上星的電視台聯繫，但以港澳台為主。至於網絡轉播，七八十家網站正與其接洽，其中不乏門戶網站，並將於農曆除夕在PPTV網站錄播。

## 背景
2008年底，四川人施孟奇向举办了二十多年的央视春晚叫板，声称办一台山寨版的春节联欢晚会，得到众多网友的热捧。

## 过程
2009年的山寨春晚于除夕夜在网上直播，澳亚卫视转播了这台晚会。

## 其他
在2009年春节期间，山寨春晚的网址http://www.ccstv.net/遭腾讯QQ屏蔽，腾讯的理由为“不良网址”。

## 相关链接
- 山寨春晚官方网站
- 人民网：探秘“山寨春晚”排练现场 大年三十网络直播 （页面存档备份，存于）
- 新浪：山寨春晚将在贵州卫视播出 （页面存档备份，存于）